# Francisco Erasun y Rada
Francisco Erasun y Rada (Pamplona, hacia 1796-Pamplona, después de 1866) fue un impresor y librero español. Dirigió con fortuna su negocio de imprenta y librería desde 1824 hasta 1866 ya que contó con importantes clientes institucionales.

## Biografía
Era hijo de Domingo Erasun y Francisca Sengáriz, hermana de Micaela, la viuda de José Francisco de Rada. En consecuencia, sus apellidos eran Erasun Sengáriz, aunque profesionalmente se identificó como Erasun y Rada.
Tras la muerte de su tía Micaela en 1823, que no había tenido hijos y en cuya casa vivía al menos desde 1817, heredó su negocio de imprenta y librería. Utilizó la razón social “Imprenta de Francisco Erasun y Rada” y, en menor proporción, “Imprenta de Erasun y Rada” e “Imprenta de Francisco Erasun”. De esta manera sustituyó su apellido materno, Sengáriz, por el de Rada, que en Pamplona desde 1751 se identificaba con el conocido negocio de imprenta y librería de Martín José de Rada y sucesores. Hasta este momento los negocios de imprenta se habían identificado por el nombre y apellidos del titular; es ahora, en la primera mitad del siglo XIX, cuando se abandona esta práctica para, en determinadas ocasiones, elegir denominaciones que los clientes consideran solventes, tal y como hizo Francisco Erasun.
En ocasiones colocaba en la portada su marca tipográfica formada con sus iniciales entrelazadas "F" y "E" dentro de una corona de laurel. Semejante letrería y corona vegetal utilizó como anagrama su colega pamplones José Imaz y Gadea.
A la llegada del Trienio Liberal, en 1820, cuando tiene 24 años, figura en la lista de Milicianos Nacionales Voluntarios de Pamplona con el oficio de librero e impresor. Sin embargo, su militancia política no debió de acarrearle represalias a la restauración del absolutismo en 1823.
En 1824, al año de heredar el negocio de su tía, se casó con María Josefa Lezaeta. Al parecer no tuvieron hijos. 
Participó en la vida cultural y religiosa de la ciudad. Fue vocal en la junta de la “Sociedad para propagar y mejorar la educación del pueblo”, fundada en la capital navarra en 1843 a instancias del Ayuntamiento y de la Real Sociedad Económica de Amigos del País de Pamplona. Al año siguiente asumió en cargo de prior de la cofradía de la “Soledad”, una de las organizadoras de la procesión de Semana Santa, y en esa misma fechá participó en la fundación de la “Sociedad del Novenario de Almas” de la parroquia de San Saturnino.
Heredó el negocio su sobrino José María Labastida Erasun, activo en la capital navarra desde 1866 hasta 1892. Este, al igual que su predecesor, cambió el orden de los apellidos para trabajar con la razón social “Imprenta y librería de Erasun y Labastida”, sin duda con el propósito de mantener ante la clientela la etiqueta "Erasun", vigente durante más de cuatro décadas

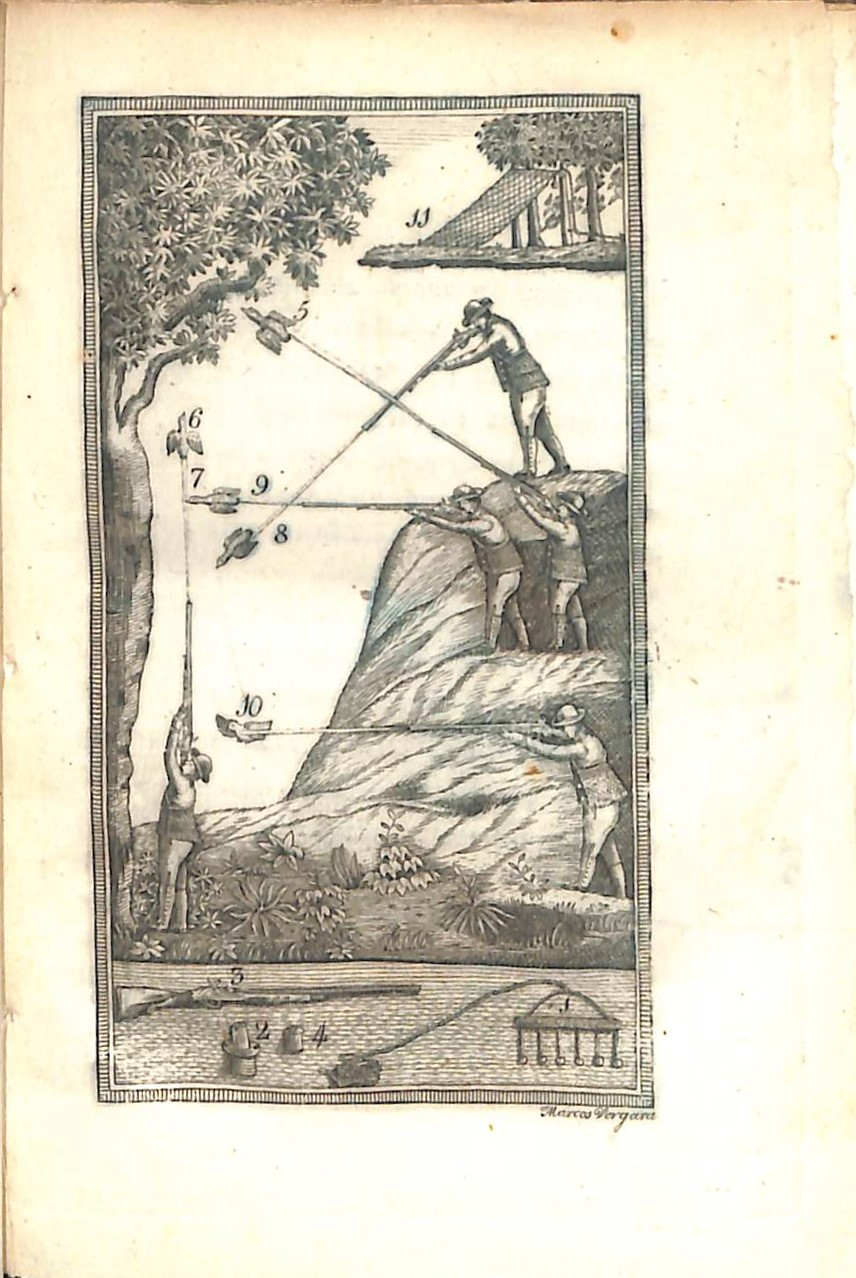
Grabado calcográfico de El observador en la diversión de caza... (1830)

## Actividad profesional
Francisco Erasun dejó el local de imprenta que sus predecesores mantenían en la calle Descalzos para instalarse en el número 15 de la calle Mayor, un espacio urbano más concurrido y, por tanto, más comercial. 
El negocio bajo su dirección debió de gozar de una situación económica favorable y estable, a lo que contribuiría la existencia de una buena clientela. En este contexto se ha de situar la compra de una prensa con su letrería (tipos de imprenta) a su colega Ramón Domingo, que en torno a 1830 vivía agobiado por las deudas.
De su prestigio profesional puede dar fe el hecho de que en 1834 fue llamado como perito judicial para cuantificar el volumen del papel almacenado en la fábrica de papel de Pamplona y su precio, como consecuencia del pleito suscitado contra sus arrendatarios, los hermanos Barbaste, vecinos de Bayona, por el pamplonés Pantaleón Olave, que les reclamaba casi 44 000 reales de vellón.

## La imprenta
Erasun dispone de tipos móviles de calidad, bien conservados, lo que le permite sacar impresiones limpias; Pérez Goyena asegura que "las que hizo las hizo limpias y correctas". Probablemente amplió la letrería del taller con tipos nuevos, como los de letra caligráfica inglesa, así como capitulares y orlas ornamentadas al gusto de la época. El papel utilizado es por lo general de calidad.

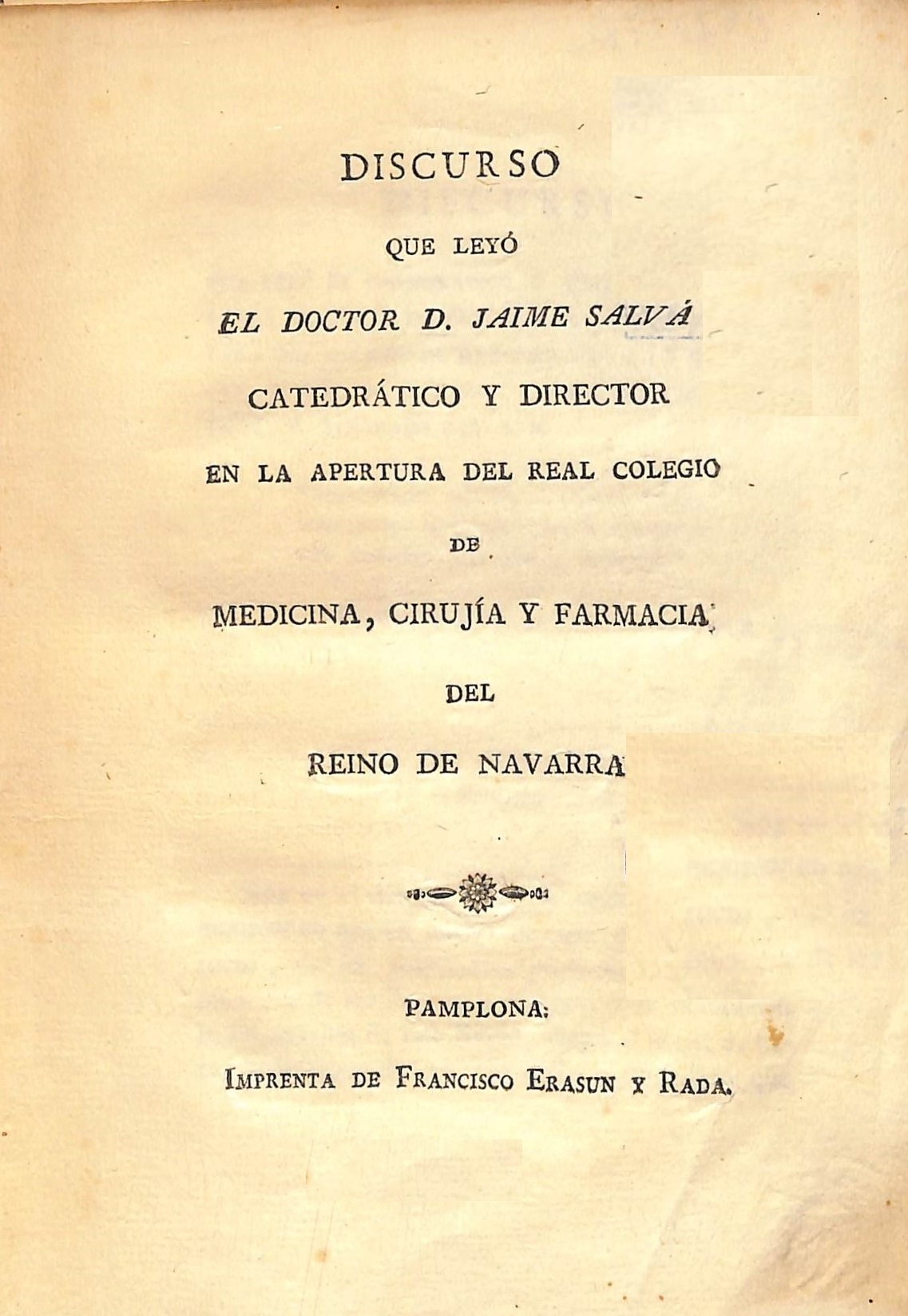
Portada neoclásica de un folleto médico (1829)

La composición tipográfica es clara, limpia, sobria, ajustada al gusto neoclásico vigente en las imprentas coetáneas. Raramente se imprimen grabados calcográficos y cuando es así, son de escasa calidad artística, como se comprueba en el libro de Florencio Sanz y Baeza El observador en la diversión de caza y escopeta de pistón, publicado en 1830, donde se incluye una lámina, ejecutada de manera rudimentaria y que firma Marcos Vergara, sobre las posiciones de tiro del cazador.

### Clientes
El igual que sucedió con su predecesora, Micaela Sengaiz, el taller cuenta con una clientela que garantiza con regularidad un trabajo rentable. Destaca sobre todo el Hospital General de Pamplona, que le encarga obras de fuerte demanda, bajo precio y grandes tiradas, como son las cartillas y otros libros escolares, catecismos o el calendario litúrgico anual de la diócesis de Pamplona titulado Ordo recitandi officium divinum –coloquialmente llamado "Gallofa" o "Añalejo", por su periodicidad—. Se trata de publicaciones que el Hospital vendía en régimen de monopolio para sanear sus cuentas. Al menos un tercio de los encargos realizados entre 1824 y 1841 en los que ha sido posible identificar el editor, correspondería al Hospital General, al que siguen, a considerable distancia, el Ayuntamiento y la Diputación. El colegio de abogados, el montepío de escribanos y la Junta Superior de Educación de Navarra, fundados en el periodo aquí estudiado, comenzaron a encargarle sus publicaciones, algunas de ellas anuales.
Los particulares e instituciones que contrataron al taller de Erasun y Rada eran en su mayor parte de Pamplona, algunos pocos del resto del reino de Navarra y excepcionalmente de fuera.
Por otra parte, no parece que editara obras significativas por cuenta propia.

## Producción impresa
Se tiene noticia de 224 trabajos de impresión procedentes de la imprenta de Francisco Erasun realizados durante los cuarenta y tres años en los que estuvo al frente de ella (1824-1866), lo cual representa una media anual de 5,2 impresiones. Se trata de encargos de toda índole, hojas sueltas, folletos y libros.
Para el periodo aquí estudiado (1824-1841) se conocen 101 impresos, que ofrecen una media anual de 5,6 que se sitúa por encima de la del conjunto de las imprentas pamplonesas que es de 3,6.
| Producción de impresos de la Imprenta Erasun y Rada en el periodo 1824-1841 |
| --------------------------------------------------------------------------- |
|                                                                             |

La actividad es intensa en el tiempo de la restauración del absolutismo tras el efímero tiempo de libertad propiciado por el Trienio Liberal (1820-1823); se debilita considerablemente a medida que se alarga la Primera Guerra Carlista (1833-1839), para apuntar la recuperación a su conclusión.

### Folletos y libros
La mitad de los encargos recibidos son de poca entidad, hojas sueltas o folletos, por este motivo Pérez Goyena concluye que "no tiene impresiones de empeño".

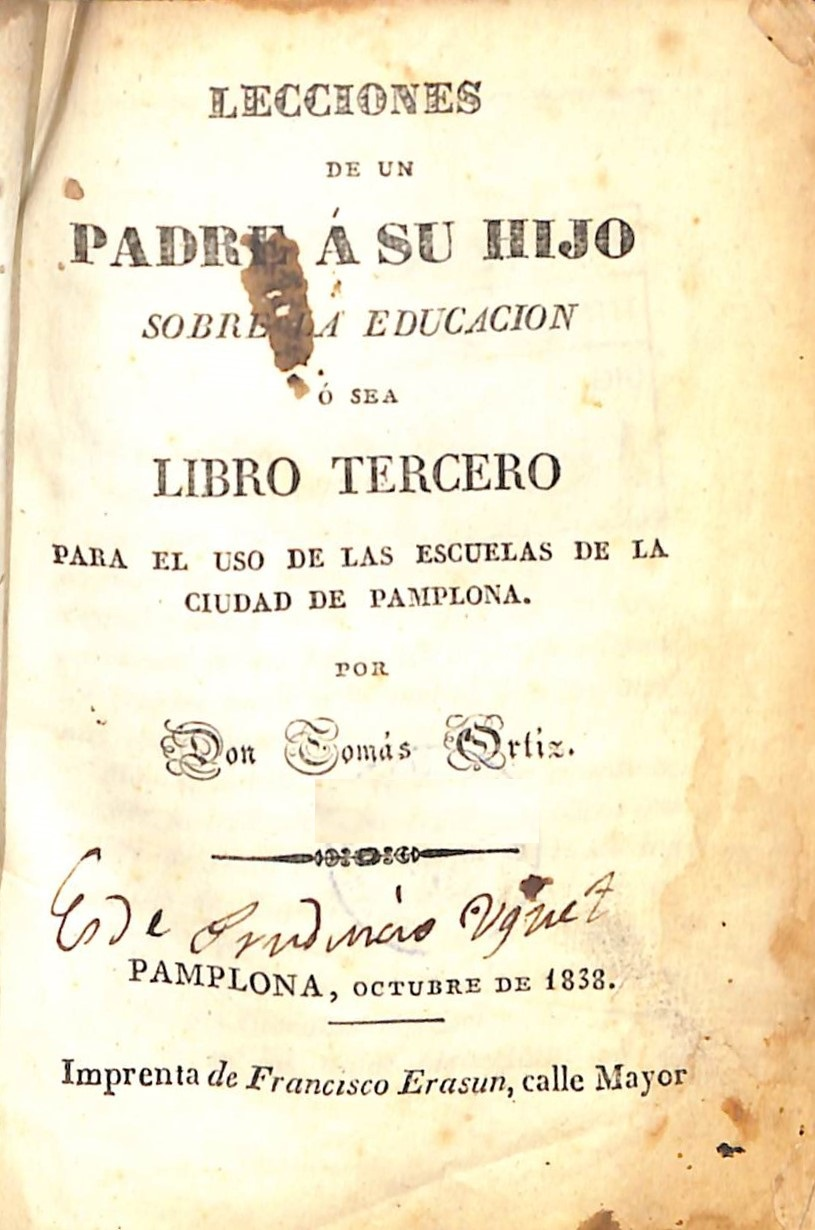
Lecciones de un padre a su hijo..., libro impreso por Erasun en 1838

En cuanto a los libros, los que tienen menos de cien páginas representan un tercio. Estos datos dan cuenta del tipo de tareas a las que se dedicaba la Imprenta Erasun y Rada y, con probabilidad, el resto de los talleres pamploneses de la primera mitad del siglo XIX. 
En el periodo aquí estudiado (1824-1841) solo imprimió dos libros voluminosos. Uno de ellos fue Lecciones de un padre a su hijo sobre la educación, o sea Libro Tercero para el uso de las escuelas de la ciudad de Pamplona (1838), cuyo autor era Tomás Ortiz. Tenía 407 páginas, aunque el tamaño era pequeño, de solo 15 centímetros de altura. Esta fue la primera edición de una obra que pasó a ser de uso habitual en las escuelas, lo que explica que la reimprimiera en 1841 y que a finales de siglo registrara quince ediciones en Pamplona. La segunda obra de gran paginación corresponde al tomo II del Diccionario de Antigüedades del Reino de Navarra de José Yanguas y Miranda. Constaba de tres volúmenes que en total sumaban dos mil páginas. Con probabilidad, el autor y editor, conocedor de que no existía en Pamplona un taller capaz de imprimirla en un tiempo razonable, optó por repartirla entre los impresores de la capital navarra Javier Goyeneche (tomo I), Francisco Erasun y Rada (tomo II) y José Imaz y Gadea (tomo III). De esta manera pudo contar en 1840 con la obra completa. Por cierto, el tomo más voluminoso, con 784 páginas, correspondió a Francisco Erasun. El recurso de repartir los volúmenes de una obra entre varios talleres no era nuevo, ya que existían precedentes al menos desde principios del siglo XVII. Estos hechos ponen de manifiesto las limitaciones que presentaba la imprenta manual en poblaciones como Pamplona.
En relación con la modestia de las impresiones está su tamaño. Más de la mitad de las 101 impresiones correspondientes al periodo aquí analizado (1824-1841) tiene menos de veinte centímetros de altura (corresponderían a los formatos octavo y dozavo), mientras que solo seis tiene más de 30 centímetros (perteneciente al formato solemne en folio). Dos de estas últimas corresponden a procesos judiciales y las cuatro restantes a textos litúrgicos. En ambos casos era obligada la impresión en folio, el tamaño mayor y más prestigiado.
Por lo que se refiere a su actividad como librero, se tiene constancia de que vendía obras de difusión nacional, particularmente jurídicas y religiosas,  y de que gestionaba suscripciones a publicaciones periódicas como "El Vapor: Periódico mercantil, político y literario de Cataluña" (1838), "El Propagador de la Libertad" (Barcelona, 1835) o "El Siglo XIX" (Madrid, 1854).

## Galería de imágenes

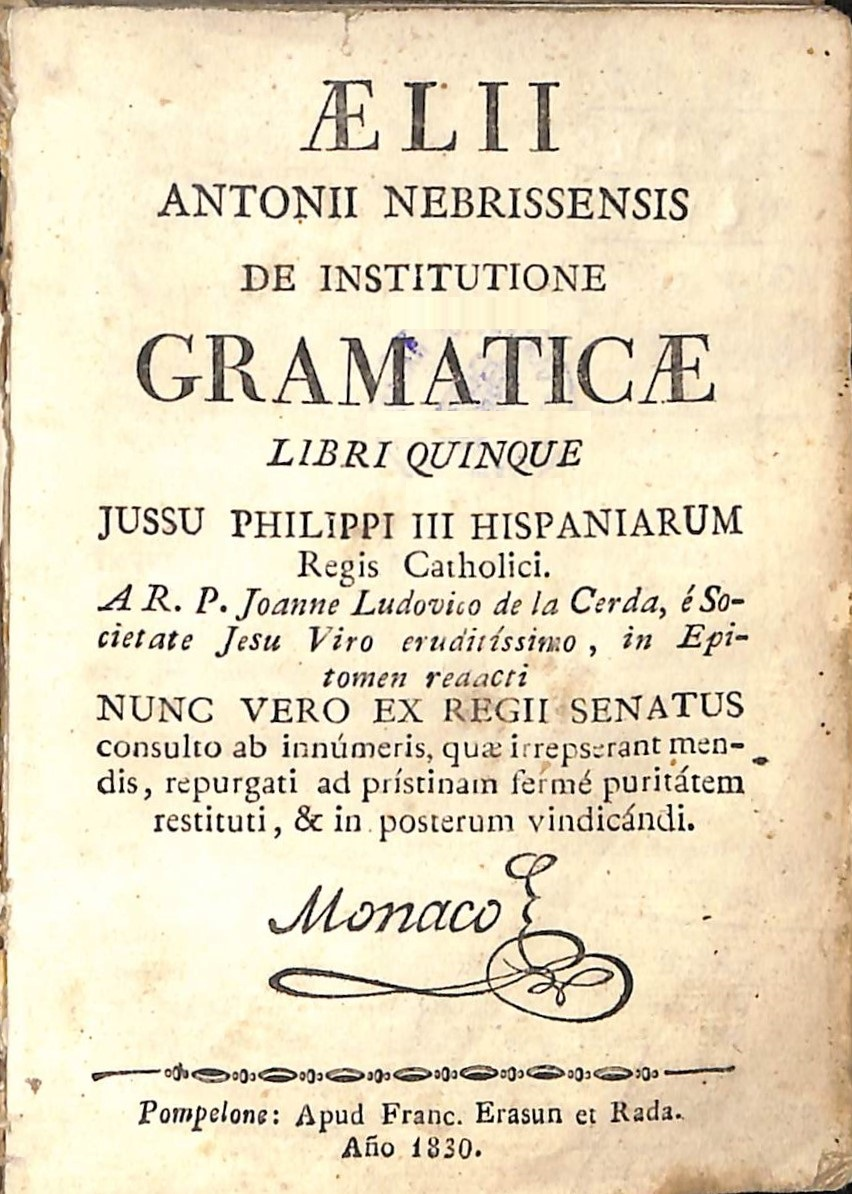
Gramática de Nebrija editada por el Hospital General de Pamplona (1830)
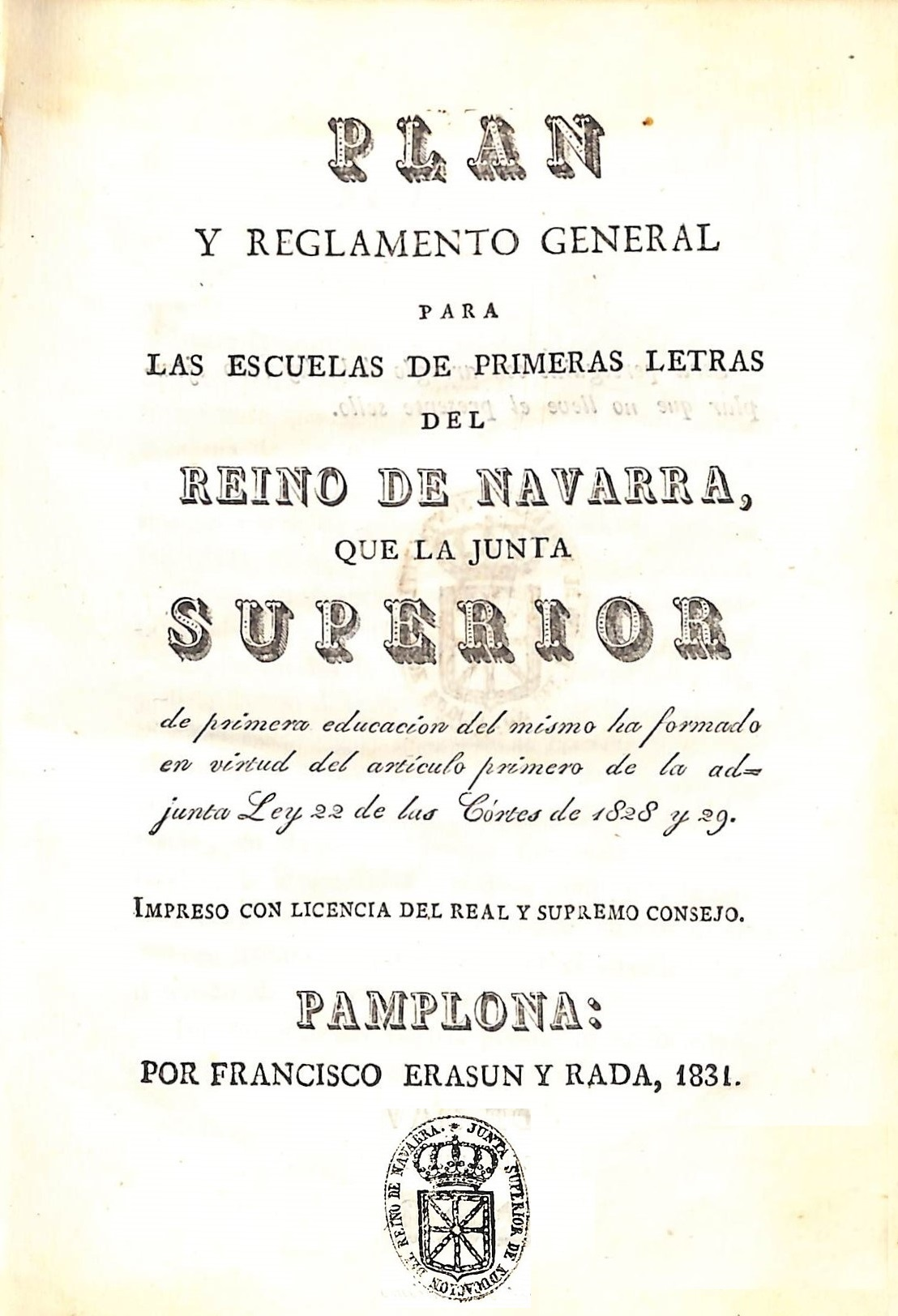
Portada con diversas familias de letras capitulares y minúsculas (1831)
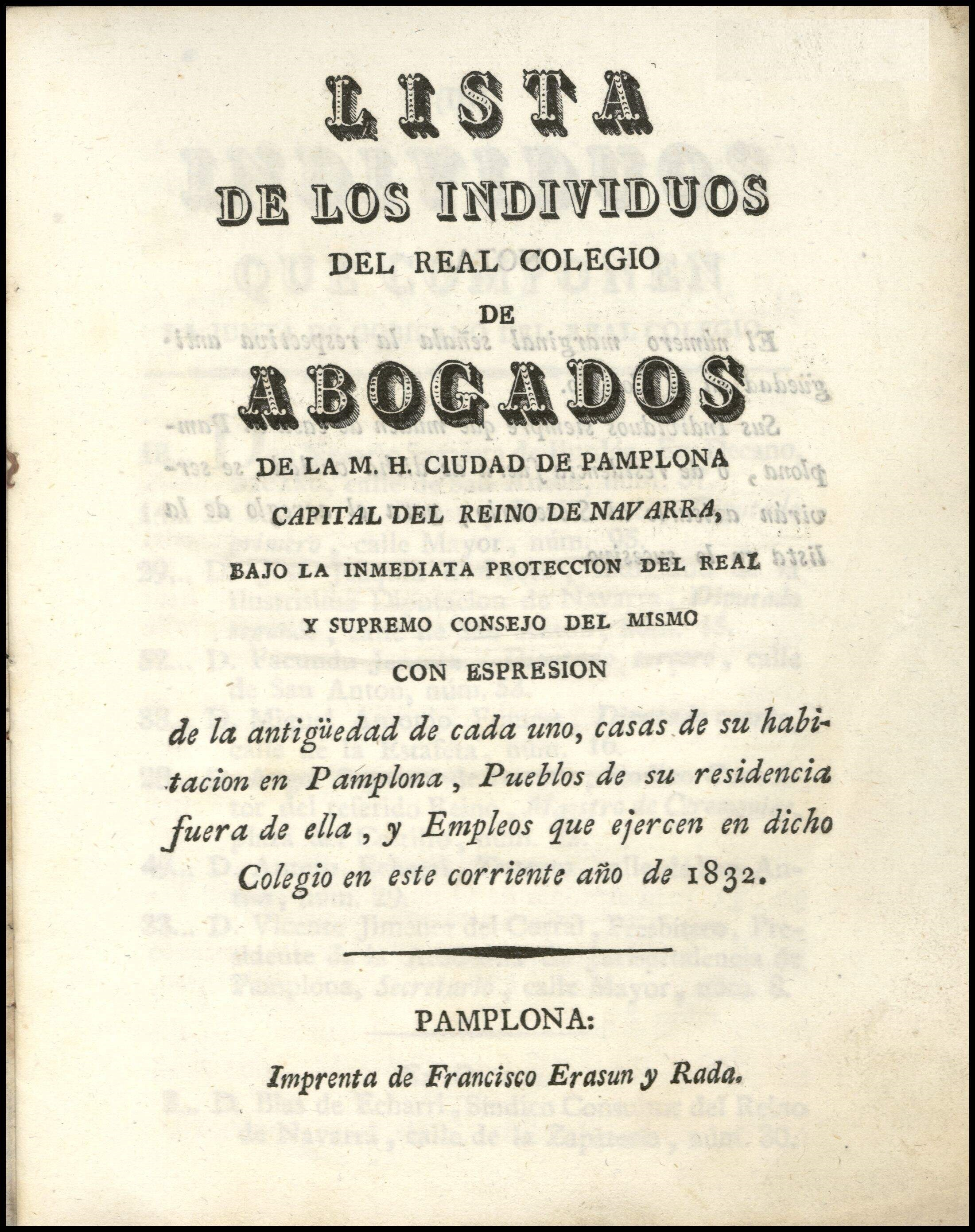
Impreso del Colegio de Abogados de Pamplona constituido recientemente (1832)
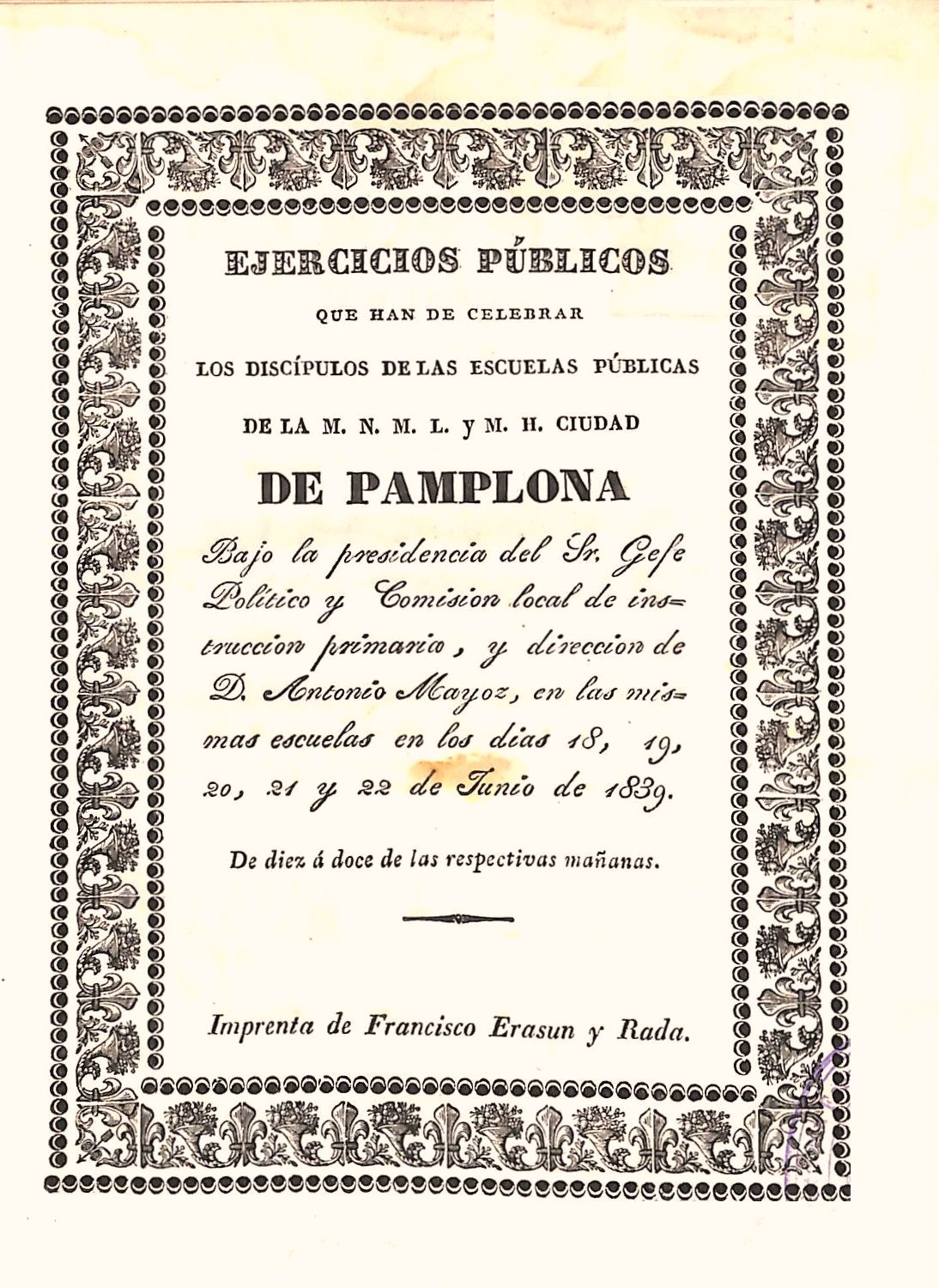
Portada de folleto con orla tipográfica moderna (1839)
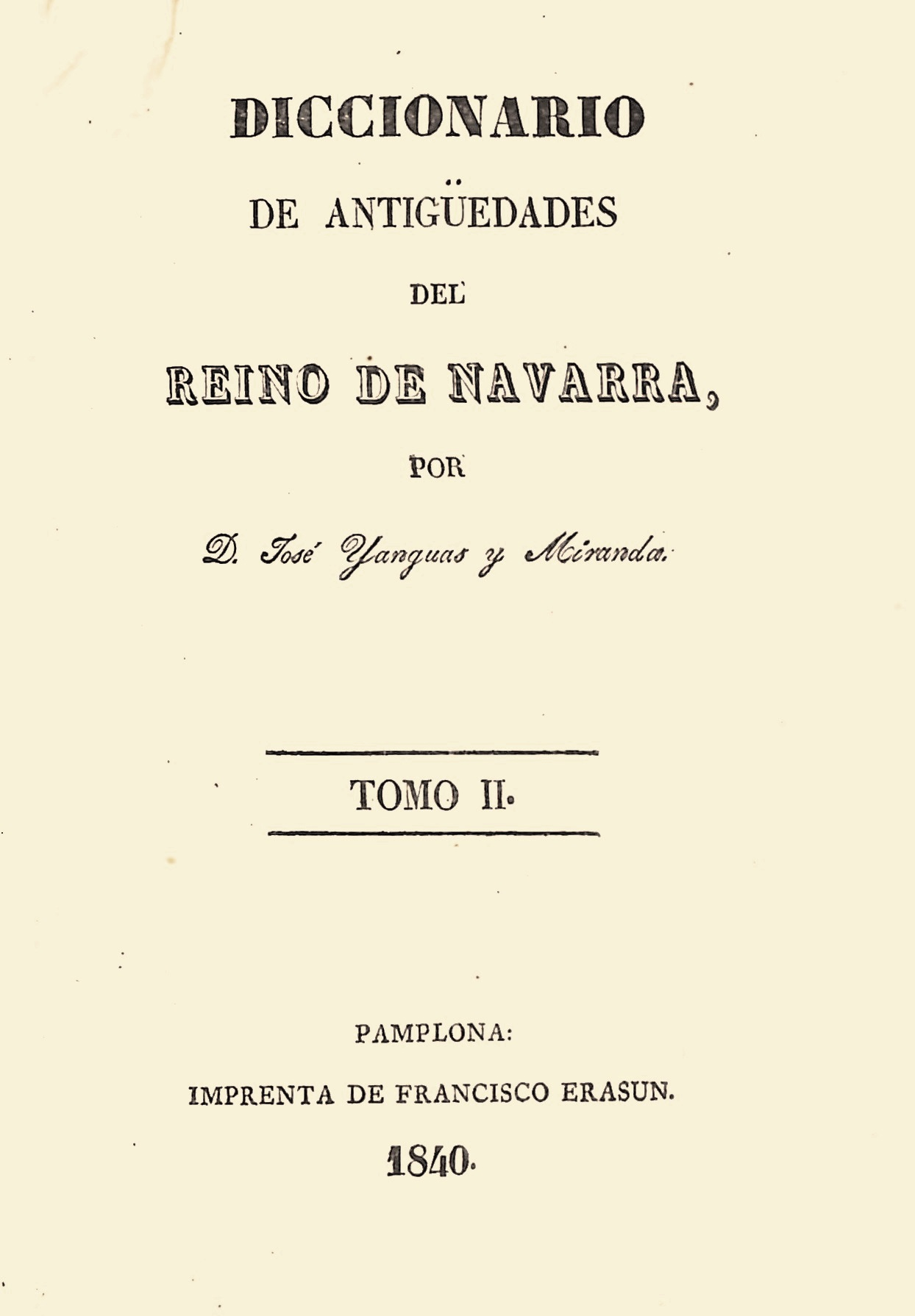
Tomo II del Diccionario de angüedades... impreso por Erasun (1840)
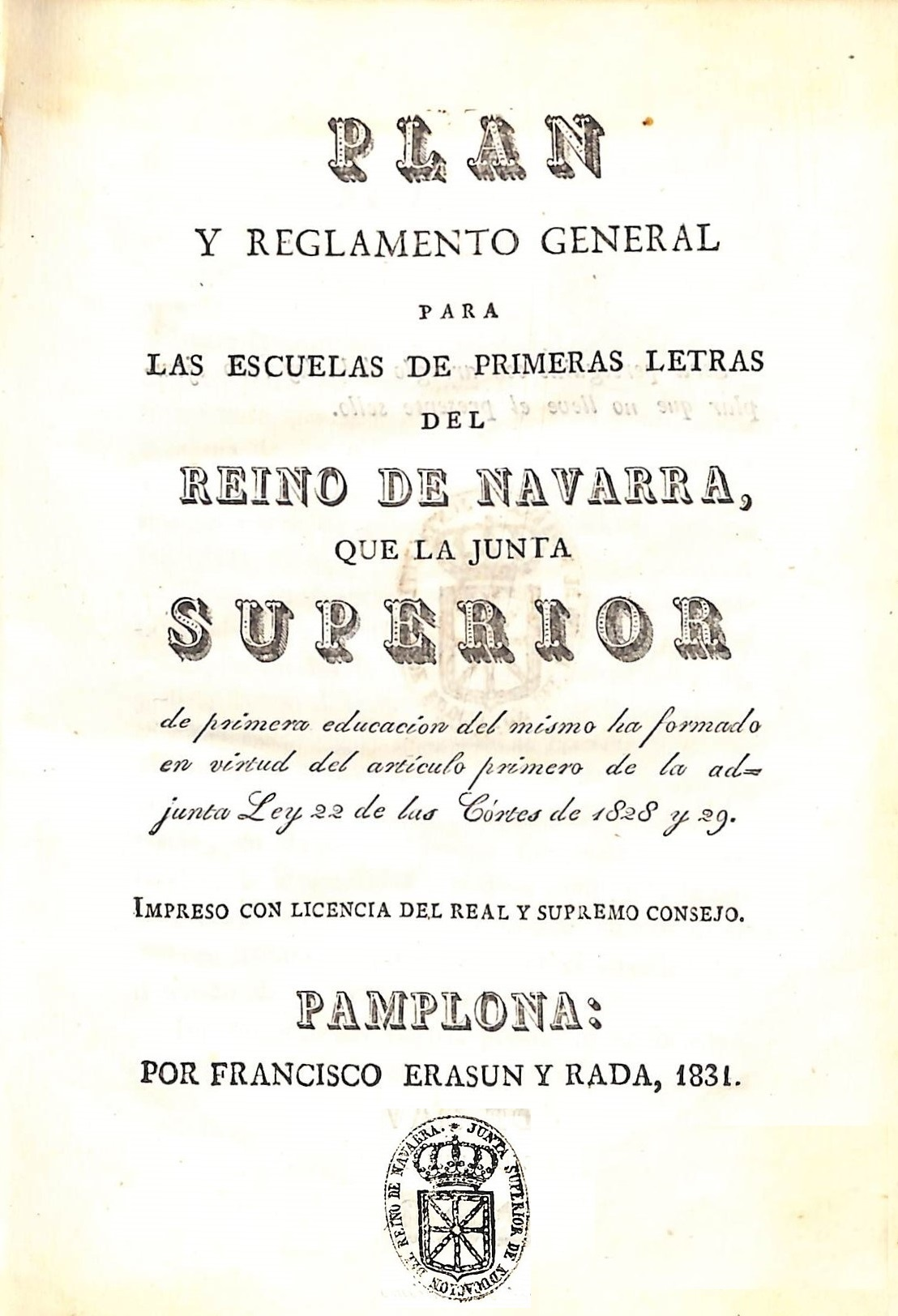
Publicación de la "Junta Superior de Educación del Reino de Navarra" (1840)